# ماساكي كوياما
ماساكي كوياما (باليابانية: 小山正明؛ بالكانا: こやま まさあき) هو لاعب كرة قاعدة ياباني، ولد في 28 يوليو 1934 في أكاشي في اليابان.

## روابط خارجية
- ماساكي كوياما على موقع الدوري الياباني لكرة القاعدة (الإنجليزية)